# Pearl Gold
Die Pearl Gold AG ist eine deutsche Beteiligungsgesellschaft mit Sitz in Frankfurt am Main. Kerngeschäft des Unternehmens war die Investition in Goldminenprojekte in Afrika. Das Unternehmen ist seit Juni 2016 insolvent.

## Geschichte
Das Unternehmen wurde am 11. November 2008 als Perle 16. AG gegründet. Im September 2010 erfolgte die Umbenennung in Perl Gold AG und am 17. Dezember 2010 der Börsengang am Open Market der Frankfurter Wertpapierbörse. Am 25. September 2012 wurde die Aktie umgelistet in den General Standard und damit in den im CDAX aufgenommen.
Für das Geschäftsjahr 2013 mussten Abschreibungen auf Vermögensgegenstände und Finanzanlagen in Höhe von über 185 Mio. Euro vorgenommen werden. Hauptversammlungen wurden wiederholt einberufen, dann verschoben und letztlich abgesagt. Der Geschäftsbericht für 2013 wurde verspätet und korrigiert erst im Jahr 2016 vorgelegt. Die einzige Einkommensquelle des Unternehmens waren Erlöse aus dem Verkauf von Goldlieferungsrechten. Da die Goldproduktion jedoch nicht aufgenommen wurde, mussten die Goldlieferungsrechte als wertlos angesehen werden. Infolgedessen wurde im Juni 2016 am Amtsgericht Frankfurt am Main ein Insolvenzantrag gestellt und im Oktober 2016 das Insolvenzverfahren eröffnet.
Im Jahr 2017 wurde gemeldet, dass die Goldmine in Mali, aus welcher das versprochene Gold stammen sollte, bereits 2013 stillgelegt wurde und inzwischen Staatsanwälte in Frankreich und der Schweiz auch wegen des Verdachtes des Betrugs und der Untreue ermitteln würden. Stand Mai 2019 laufen in Deutschland weiter Ermittlungen gegen den ehemaligen Vorstand Michael Pacha wegen Bankrott, Untreue und Insolvenzverschleppung. Dieser habe noch 2015 gegenüber den Aktionären beteuert, die Massenentlassungen des Minenbetreibers nicht erklären zu können. Ebenfalls 2015 wurden Lieferrechte für 175 Euro je Feinunze verkauft, während der Marktpreis damals 1.080 Euro betrug. Zudem wird ihm vorgeworfen 10.000 Feinunzen Gold über eine Drittfirma weit unter dem Marktpreis an sich selbst verkauft zu haben. Nachdem der Insolvenzverwalter Strafanzeige gegen Pacha stellte, trat dieser 2017 als Vorstand zurück und tauchte unter.
Im Juli 2019 wurde ein Insolvenzplan vorgestellt, welcher im August 2019 vom Amtsgericht bestätigt wurde. Geplant ist demnach die Beendigung der Insolvenz und Fortführung der Gesellschaft. Dazu soll das ehemalige Partnerunternehmen aus Mali Goldlieferungsrechte für 10,5 Mio. Euro zurückkaufen. Dieser Betrag wird im Wesentlichen die Verfahrenskosten abdecken. Anschließend kann die Hauptversammlung einen Fortsetzungsbeschluss fassen.